# Mojosongo (Mojosongo)
Mojosongo is een bestuurslaag in het regentschap Boyolali van de provincie Midden-Java, Indonesië. Mojosongo telt 5370 inwoners (volkstelling 2010).